# 京都守護職
京都守護職（日语：／ Kyōto Shugoshoku）是江戶時代末期（幕末）文久二年（1862年）幕政改革所設置的三役職之一。這三職分別是將軍後見職、政事總裁職及京都守護職。其中將軍後見職及政事總裁職分別由當時一橋家當主一橋慶喜及前越前福井藩主松平春嶽擔任。而京都守護職則由會津藩主松平容保出任。

## 概要
於幕末擔負京都城內的治安維持，及京都御所與二條城警護之用。會津藩城主松平容保於文久2年閏8月1日（舊曆）（西元1862年9月24日）就任。在金戒光明寺（京都市左京區黑谷町121）中設置本陣。原則上保持藩兵1,000人之兵力常駐京都，每隔1年交替。
本來在江戶幕府中，京都所司代、京都町奉行主要負責京都治安的任務。然而至幕府末期，在京都呼籲尊皇攘夷的輿論呼聲高漲，反對幕府的激進派人士（勤王、倒幕、志士）展開種種對幕府支持者與政要的暗殺行動（天誅），亦使京都城內強盜闖入商家等的騷亂橫行。幕府判斷僅憑京都所司代無法抵禦，便另設京都守護職，希望重建幕府威信及恢復治安。
京都守護職將京都所司代・京都町奉行・京都見廻役置於其下，同時一併管理見廻役配下由幕臣結集而成的京都見廻組，然而僅憑京都所司代、京都町奉行、會津藩士也是人手不足，並無法發揮其效力，於是在京都守護職下另立新選組，以協助負責治安維護。
京都守護職在慶應3年10月大政奉還後廢止。

## 逸話
一開始，松平容保對於德川慶喜要求就任京都守護的請求，再三拒絕。因為會津藩財政已經由於蝦夷地的警備任務陷入貧乏狀態；另一方面，不少會津藩的家臣反對藩主就任。然而德川慶喜引證「會津藩祖保科正之留下之家訓：『會津藩應要為守護將軍家而存在』」，松平容保終於同意。據說到任的會津藩君臣，擔憂過大的財政負擔，在江戶藩邸互相擁抱肩膀慟哭的說：「由於這事會使會津藩滅亡」。不過，會津藩是在戊辰戰爭中，抵抗到最後才滅亡的，與財政一事無關。

## 外部連結
- 浄土宗大本山くろ谷金戒光明寺（页面存档备份，存于）
- 幕末会津藩